# Sran
Sran est une localité du centre de la Côte d'Ivoire et appartenant au département de Sakassou, Région de la Vallée du Bandama. La localité de Sran est un chef-lieu de commune.